# Horvátzsidány
Horvátzsidány là một thị trấn thuộc hạt Vas, Hungary. Thị trấn này có diện tích 12,17 km², dân số năm 2010 là 794 người, mật độ 65 người/km².